# Kvalifikation til VM i fodbold 2022, UEFA - gruppe F
Kvalifikation til VM i fodbold 2022, UEFA - gruppe F var en af de ti UEFA grupper i kvalifikationsturneringen til Verdensmesterskabet i fodbold, der ville afgøre hvilke hold kvalificerede sig til VM i fodbold 2022 slutspillet i Qatar. Gruppe F bestod af seks hold: Østrig, Danmark, Færøerne, Israel, Moldova og Skotland. Holdene vil spille mod hinanden hjemme-og-ude i et round-robin format.
Gruppevinderen, Danmark, kvalificerede sig direkte til VM i fodbold slutspillet, mens toeren, Skotland gik videre til anden runde (play-offs). Østrig, der endte på fjerdepladsen gik også videre til Play-offs via Nations League.

## Stillingen
| Pos | Hold     | K  | V | U | T | M+ | M- | MF  | P  | Kvalifikation                               |     | Danmark | Skotland | Israel | Østrig | Færøerne | Moldova |
| --- | -------- | -- | - | - | - | -- | -- | --- | -- | ------------------------------------------- | --- | ------- | -------- | ------ | ------ | -------- | ------- |
| 1   | Danmark  | 10 | 9 | 0 | 1 | 30 | 3  | +27 | 27 | Kvalifikation til VM i fodbold 2022         |     | —       | 2–0      | 5–0    | 1–0    | 3–1      | 8–0     |
| 2   | Skotland | 10 | 7 | 2 | 1 | 17 | 7  | +10 | 23 | Går videre til anden runde                  |     | 2–0     | —        | 3–2    | 2–2    | 4–0      | 1–0     |
| 3   | Israel   | 10 | 5 | 1 | 4 | 23 | 21 | +2  | 16 |                                             |     | 0–2     | 1–1      | —      | 5–2    | 3–2      | 2–1     |
| 4   | Østrig   | 10 | 5 | 1 | 4 | 19 | 17 | +2  | 16 | Går videre til play-offs via Nations League |     | 0–4     | 0–1      | 4–2    | —      | 3–1      | 4–1     |
| 5   | Færøerne | 10 | 1 | 1 | 8 | 7  | 23 | −16 | 4  |                                             |     | 0–1     | 0–1      | 0–4    | 0–2    | —        | 2–1     |
| 6   | Moldova  | 10 | 0 | 1 | 9 | 5  | 30 | −25 | 1  |                                             | 0–4 | 0–2     | 1–4      | 0–2    | 1–1    | —        |         |

## Kampe
Planen for kampene blev bekræftet af UEFA den 8. december 2020, dagen efter lodtrækningen. Tidsangivelser er CET/CEST, som angivet af UEFA (lokale tider, hvis de fraviger, angives i parenteser).
| 25. marts 2021 18:00 (19:00 UTC+2) |

| Israel | 0–2                          | Danmark                        |
| ------ | ---------------------------- | ------------------------------ |
|        | Rapport (FIFA) Report (UEFA) | - Braithwaite 13' - Wind 67' · |

| Bloomfield Stadium, Tel Aviv Tilskuere: 5.000 Dommer: Craig Pawson (England) |

| 25. marts 2021 20:45 (21:45 UTC+2) |

| Moldova         | 1–1                          | Færøerne         |
| --------------- | ---------------------------- | ---------------- |
| - Nicolaescu 9' | Rapport (FIFA) Report (UEFA) | - M. Olsen 83' · |

| Zimbru Stadium, Chișinău Dommer: Iwan Arwel Griffith (Wales) |

| 25. marts 2021 20:45 (19:45 UTC±0) |

| Skotland                  | 2–2                          | Østrig                 |
| ------------------------- | ---------------------------- | ---------------------- |
| - Hanley 71' - McGinn 85' | Rapport (FIFA) Report (UEFA) | - Kalajdžić 55', 80' · |

| Hampden Park, Glasgow Dommer: Carlos del Cerro Grande (Spanien) |

| 28. marts 2021 18:00 |

| Danmark | 8–0                           | Moldova |
| --- | ----------------------------- | ------- |
| - Dolberg 19' (str.), 48' - Damsgaard 22', 29' - Stryger Larsen 35' - Jensen 39' - Skov 81' - Ingvartsen 89' | Rapport (FIFA) Rapport (UEFA) |         |

| MCH Arena, Herning Dommer: Aliyar Aghayev (Aserbajdsjan) |

| 28. marts 2021 20:45 |

| Østrig                                              | 3–1                           | Færøerne          |
| --------------------------------------------------- | ----------------------------- | ----------------- |
| - Dragović 30' - Baumgartlinger 37' - Kalajdžić 44' | Rapport (FIFA) Rapport (UEFA) | - Nattestad 19' · |

| Ernst-Happel-Stadion, Wien Dommer: Kateryna Monzul (Ukraine) |

| 28. marts 2021 20:45 (21:45 UTC+3) |

| Israel       | 1–1                           | Skotland       |
| ------------ | ----------------------------- | -------------- |
| - Peretz 44' | Rapport (FIFA) Rapport (UEFA) | - Fraser 56' · |

| Bloomfield Stadion, Tel Aviv Dommer: Deniz Aytekin (Tyskland) |

| 31. marts 2021 20:45 |

| Østrig | 0–4                           | Danmark                                            |
| ------ | ----------------------------- | -------------------------------------------------- |
|        | Rapport (FIFA) Rapport (UEFA) | - Skov Olsen 58', 74' - Mæhle 63' - Højbjerg 67' · |

| Ernst-Happel-Stadion, Wien Tilskuere: 0 Dommer: Artur Soares Dias (Portugal) |

| 31. marts 2021 20:45 (21:45 UTC+3) |

| Moldova    | 1–4                           | Israel                                                   |
| ---------- | ----------------------------- | -------------------------------------------------------- |
| - Carp 29' | Rapport (FIFA) Rapport (UEFA) | - Zahavi 45+2' - Solomon 57' - Dabbur 64' - Natkho 66' · |

| Zimbru Stadium, Chișinău Tilskuere: 0 Dommer: Bojan Pandžić (Sverige) |

| 31. marts 2021 20:45 (19:45 UTC+1) |

| Skotland                                  | 4–0                           | Færøerne |
| ----------------------------------------- | ----------------------------- | -------- |
| - McGinn 7', 53' - Adams 60' - Fraser 70' | Rapport (FIFA) Rapport (UEFA) |          |

| Hampden Park, Glasgow Tilskuere: 0 Dommer: Trustin Farrugia Cann (Malta) |

| 1. september 2021 20:45 |

| Danmark                | 2–0                           | Skotland |
| ---------------------- | ----------------------------- | -------- |
| - Wass 14' - Mæhle 15' | Rapport (FIFA) Rapport (UEFA) |          |

| Parken, København Tilskuere: 34.562 Dommer: Ovidiu Haţegan (Rumænien) |

| 1. september 2021 20:45 (21:45 UTC+3) |

| Færøerne | 0–4                           | Israel                                  |
| -------- | ----------------------------- | --------------------------------------- |
|          | Rapport (FIFA) Rapport (UEFA) | - Zahavi 12', 44', 90+2' - Dabbur 52' · |

| Tórsvøllur, Tórshavn Tilskuere: 2.666 Dommer: Dennis Higler (Holland) |

| 1. september 2021 21:15 (22:15 UTC+3) |

| Moldova | 0–2                           | Østrig                                   |
| ------- | ----------------------------- | ---------------------------------------- |
|         | Rapport (FIFA) Rapport (UEFA) | - Baumgartner 45+1' - Arnautović 90+4' · |

| Zimbru Stadium, Chișinău Tilskuere: 3.945 Dommer: Paul Tierney (England) |

| 4. september 2021 20:45 (19:45 UTC+1) |

| Færøerne | 0–1                           | Danmark      |
| -------- | ----------------------------- | ------------ |
|          | Rapport (FIFA) Rapport (UEFA) | - Wind 85' · |

| Tórsvøllur, Tórshavn Dommer: Fran Jović (Kroatien) |

| 4. september 2021 20:45 (21:45 UTC+3) |

| Israel                                                     | 5–2                           | Østrig                               |
| ---------------------------------------------------------- | ----------------------------- | ------------------------------------ |
| - Solomon 5' - Dabbur 20' - Zahavi 33', 90' - Weissman 59' | Rapport (FIFA) Rapport (UEFA) | - Baumgartner 42' - Arnautović 55' · |

| Sammy Ofer Stadium, Haifa Tilskuere: 13.500 Dommer: Felix Zwayer (Tyskland) |

| 4. september 2021 20:45 (19:45 UTC+1) |

| Skotland    | 1–0                           | Moldova |
| ----------- | ----------------------------- | ------- |
| - Dykes 14' | Rapport (FIFA) Rapport (UEFA) |         |

| Hampden Park, Glasgow Dommer: Lawrence Visser (Belgien) |

| 7. september 2021 20:45 |

| Østrig | 0–1                           | Skotland             |
| ------ | ----------------------------- | -------------------- |
|        | Rapport (FIFA) Rapport (UEFA) | - Dykes 30' (str.) · |

| Ernst-Happel-Stadion, Wien Tilskuere: 18.800 Dommer: Georgi Kabakov (Bulgarien) |

| 7. september 2021 20:45 (21:45 UTC+3) |

| Danmark                                                                   | 5–0                           | Israel |
| ------------------------------------------------------------------------- | ----------------------------- | ------ |
| - Poulsen 28' - Kjær 31' - Skov Olsen 41' - Delaney 58' - Cornelius 90+1' | Rapport (FIFA) Rapport (UEFA) |        |

| Parken, København Tilskuere: 35.158 Dommer: Tobias Stieler (Tyskland) |

| 7. september 2021 20:45 (19:45 UTC+1) |

| Færøerne                      | 2–1                           | Moldova            |
| ----------------------------- | ----------------------------- | ------------------ |
| - K. Olsen 68' - Vatnsdal 72' | Rapport (FIFA) Rapport (UEFA) | - Milinceanu 84' · |

| Tórsvøllur, Tórshavn Tilskuere: 2.714 Dommer: Ricardo de Burgos (Spanien) |

| 9. oktober 2021 18:00 (17:00 UTC+1) |

| Skotland                                      | 3–2                           | Israel                     |
| --------------------------------------------- | ----------------------------- | -------------------------- |
| - J. McGinn 30' - Dykes 57' - McTominay 90+4' | Rapport (FIFA) Rapport (UEFA) | - Zahavi 5' - Dabbur 32' · |

| Hampden Park, Glasgow Tilskuere: 50.585 Dommer: Szymon Marciniak (Polen) |

| 9. oktober 2021 20:45 (19:45 UTC+1) |

| Færøerne | 0–2                           | Østrig                        |
| -------- | ----------------------------- | ----------------------------- |
|          | Rapport (FIFA) Rapport (UEFA) | - Laimer 26' - Sabitzer 48' · |

| Tórsvøllur, Tórshavn Tilskuere: 3.021 Dommer: Irfan Peljto (Bosnien Herzegovina) |

| 9. oktober 2021 20:45 (21:45 UTC+3) |

| Moldova | 0–4                           | Danmark                                                         |
| ------- | ----------------------------- | --------------------------------------------------------------- |
|         | Rapport (FIFA) Rapport (UEFA) | - Skov Olsen 23' - Kjær 34' (str.) - Nørgaard 39' - Mæhle 44' · |

| Zimbru Stadium, Chișinău Tilskuere: 2.642 Dommer: João Pinheiro (Portugal) |

| 12. oktober 2021 20:45 |

| Danmark     | 1–0                           | Østrig |
| ----------- | ----------------------------- | ------ |
| - Mæhle 53' | Rapport (FIFA) Rapport (UEFA) |        |

| Parken, København Tilskuere: 35.843 Dommer: Ivan Kružliak (Slovakiet) |

| 12. oktober 2021 20:45 (19:45 UTC+1) |

| Færøerne | 0–1                           | Skotland      |
| -------- | ----------------------------- | ------------- |
|          | Rapport (FIFA) Rapport (UEFA) | - Dykes 86' · |

| Tórsvøllur, Tórshavn Tilskuere: 4.233 Dommer: Matej Jug (Slovenien) |

| 12. oktober 2021 20:45 (21:45 UTC+3) |

| Israel                    | 2–1                           | Moldova              |
| ------------------------- | ----------------------------- | -------------------- |
| - Zahavi 28' - Dabbur 49' | Rapport (FIFA) Rapport (UEFA) | - Nicolaescu 90+4' · |

| Turner Stadium, Be'er Sheva Tilskuere: 9.000 Dommer: Andris Treimanis (Letland) |

| 12. november 2021 18:00 (19:00 UTC+2) |

| Moldova | 0–2                           | Skotland                      |
| ------- | ----------------------------- | ----------------------------- |
|         | Rapport (FIFA) Rapport (UEFA) | - Patterson 38' - Adams 65' · |

| Zimbru Stadium, Chișinău Tilskuere: 3.642 Dommer: Srđan Jovanović (Serbien) |

| 12. november 2021 20:45 (21:45 UTC+2) |

| Østrig                                                   | 4–2                           | Israel                      |
| -------------------------------------------------------- | ----------------------------- | --------------------------- |
| - Arnautović 51' (str.) - Schaub 62', 72' - Sabitzer 84' | Rapport (FIFA) Rapport (UEFA) | - Bitton 33' - Peretz 59' · |

| Wörthersee Stadion, Klagenfurt Tilskuere: 4.300 Dommer: Ovidiu Hațegan (Rumænien) |

| 12. november 2021 20:45 |

| Danmark                                           | 3–1                           | Færøerne         |
| ------------------------------------------------- | ----------------------------- | ---------------- |
| - Skov Olsen 18' - Bruun Larsen 63' - Mæhle 90+3' | Rapport (FIFA) Rapport (UEFA) | - K. Olsen 89' · |

| Parken, København Tilskuere: 35.531 Dommer: Radu Petrescu (Rumænien) |

| 15. november 2021 20:45 (21:45 UTC+2) |

| Østrig                                                   | 4–1                           | Moldova            |
| -------------------------------------------------------- | ----------------------------- | ------------------ |
| - Arnautović 4', 55' (str.) - Trimmel 22' - Ljubicic 83' | Rapport (FIFA) Rapport (UEFA) | - Nicolaescu 60' · |

| Wörthersee Stadion, Klagenfurt Tilskuere: 1.800 Dommer: Aleksandar Stavrev (Nordmakedonien) |

| 15. november 2021 19:45 (21:45 UTC+2) |

| Israel                                          | 3–2                           | Færøerne                         |
| ----------------------------------------------- | ----------------------------- | -------------------------------- |
| - Dabbur 30' (str.) - Weissman 58' - Peretz 74' | Rapport (FIFA) Rapport (UEFA) | - Vatnhamar 62' - K. Olsen 72' · |

| Netanya Stadium, Netanya Tilskuere: 6.800 Dommer: Jérôme Brisard (Frankrig) |

| 15. november 2021 20:45 (19:45 UTC±0) |

| Skotland                  | 2–0                           | Danmark |
| ------------------------- | ----------------------------- | ------- |
| - Souttar 35' - Adams 86' | Rapport (FIFA) Rapport (UEFA) |         |

| Hampden Park, Glasgow Tilskuere: 49.527 Dommer: Alejandro Hernández Hernández (Spanien) |

## Målscorere
Der blev scoret  101 mål i 30 kampe, i gennemsnit 3.37 mål pr. kamp.
- Eran Zahavi

- Mu'nas Dabbur

- Joakim Mæhle
- Andreas Skov Olsen
- Marko Arnautović

- Lyndon Dykes
- John McGinn

- Klæmint Olsen
- Dor Peretz
- Ion Nicolaescu
- Ché Adams
- Christoph Baumgartner
- Saša Kalajdžić

- Mikkel Damsgaard
- Kasper Dolberg
- Simon Kjær
- Jonas Wind
- Manor Solomon
- Shon Weissman
- Ryan Fraser
- Marcel Sabitzer
- Louis Schaub

- Martin Braithwaite
- Jacob Bruun Larsen
- Andreas Cornelius
- Thomas Delaney
- Pierre-Emile Højbjerg
- Marcus Ingvartsen
- Mathias Jensen
- Christian Nørgaard
- Yussuf Poulsen
- Robert Skov
- Jens Stryger Larsen
- Daniel Wass
- Sonni Nattestad
- Meinhard Olsen
- Sølvi Vatnhamar
- Heini Vatnsdal
- Nir Bitton
- Bibras Natkho
- Cătălin Carp
- Nicolae Milinceanu
- Grant Hanley
- Scott McTominay
- Nathan Patterson
- John Souttar
- Aleksandar Dragović
- Konrad Laimer
- Dejan Ljubicic
- Christopher Trimmel